# Papa Urbano II
Urbano II, nascido Odon de Châtillon, (Lagery, c. 1035 — Roma, 29 de julho de 1099) foi o 159.º Papa da Igreja Católica de 12 de março de 1088 até a data de sua morte. Era monge beneditino da Abadia de Cluny.
É conhecido por predicar a Primeira Cruzada no Oriente Próximo, embora tenha morrido antes da culminação desta com a tomada de Jerusalém. Também estabeleceu a Cúria Romana na sua forma atual.

## Primeiros anos
Destacou-se como um dos mais firmes defensores da reforma gregoriana, tendo entrado em conflito com Henrique IV, Sacro Imperador Romano-Germânico, que o mandou encarcerar durante um breve período de tempo.
Destacado para a Saxónia em 1085, encarregou-se de que a maioria das sedes fosse ocupada por clérigos partidários do Papa Gregório VII.
Já nessa altura começou a ser considerado como um dos possíveis sucessores de Gregório VII, embora à morte deste, em 1086, o eleito para lhe suceder tenha sido Desidério, abade de Montecassino, que dirigiu a Igreja de Roma sob o nome de Vítor III durante dois anos e com quem Oto de Lagery se tinha confrontado a princípio. Finalmente, Oto foi eleito Papa por unanimidade em 1088, depois de um pequeno concílio celebrado em Terracina, uma região montanhosa situada a pouca distância de Roma. Diz-se que tanto Gregório VII como Vítor III, com quem se tinha reconciliado, o propuseram como sucessor antes de morrerem. Na sua proclamação tomou o nome de Urbano II.

## As cruzadas

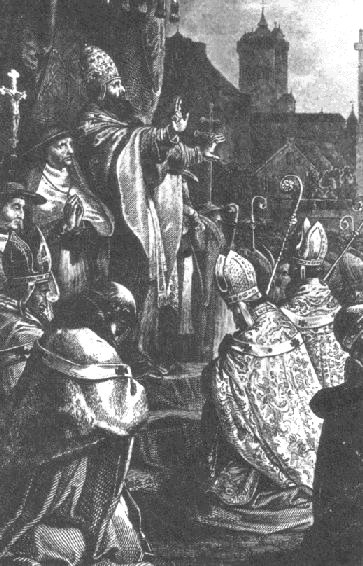
Papa Urbano II apela às cruzadas.

No Concílio de Clermont-Ferrand (1095) Urbano II convocou os cristãos a uma guerra contra os muçulmanos, a fim de reconquistar Jerusalém. Iniciaram-se assim as cruzadas, expedições militares que partiam da Europa cristã a fim de combater os muçulmanos no Oriente.
Os participantes consideravam-se "marcados pelo sinal da cruz" e bordavam a cruz na roupa.
Essas expedições ocorreram por vários motivos:
- Libertar os cristãos sob o poder dos turcos seljúcidas;
- Liberar o caminho para peregrinações a Terra Santa que havia sido bloqueado pelos referidos turcos;
- Fazer frente aos planos dos turcos os quais planejavam conquistar a Europa (esta conquista iniciou-se com a queda de Constantinopla em 1453);
- A indulgência plenária, concedida pelo Papa;
- O desejo de melhorar a vida. Na Europa a população crescia, e a produção de alimentos não atendia a necessidade de todo povo;
- Obter riqueza no Oriente. Havia muitos nobres sem terras, pois na época a herança cabia somente ao irmão mais velho (ou ao mais novo em algumas regiões);
- Os mercadores europeus queriam aumentar o comércio com o Oriente e obter privilégios nas cidades conquistadas pelos cruzados;
- O Papado e seus aliados na Reforma gregoriana, esperavam unir de novo todos os cristãos, pois a Cristandade, desde o Grande Cisma do Oriente, tinha passado a estar dividida em igreja do ocidente e igrejas do oriente;
- O Papa esperava socorrer os maronitas, que eram católicos e que estavam a ser brutalmente perseguidos onde estavam isolados, no monte Maron, no Líbano, desde a invasão turca.

## A cristianização da Sicília e da Campânia
Quase tão ambiciosa como a proclamação da Primeira Cruzada a Oriente foi a política de Urbano II de cristianizar o sul da Península Itálica e da Sicília. Esta cristianização não foi precisamente tal na realidade, já que a maioria dos habitantes destas regiões já eram cristãos, se bem que não reconhecessem o Patriarca de Roma mas o Patriarca de Constantinopla e seguiam o rito grego em vez do latino. Na Sicília, depois de vários séculos de domínio muçulmano até à conquista pelos normandos em 1061, existia também uma pequena comunidade islâmica.
O processo consistiu sobretudo numa substituição da influência da Igreja Ortodoxa na zona pela Igreja Romana, objetivo que Urbano II conseguiu graças às suas boas relações com os normandos que administravam essas terras.